# União Feminina do Brasil
A União Feminina do Brasil (UFB) foi uma entidade feminista brasileira, criada em 25 de maio de 1935 e tornada ilegal no mesmo ano.
A organização foi fundada por intelectuais e militantes feministas, como Armanda Álvaro Alberto, Maria Werneck de Castro, Esther Xavier, Catharina Landsberg, Eugênia Álvaro Moreyra, Mary Mercio e Noemy Mormy. Seu embrião foi uma entrevista de Armanda ao jornal A Manhã, em que defendia mudanças na legislação brasileira, para dar às mulheres direitos como o de manter a guarda dos filhos após o divórcio, receber salários iguais aos dos homens e gozar de licença-maternidade.
As reivindicações aproximavam a UFB de órgãos de esquerda, como a Aliança Nacional Libertadora e o Socorro Vermelho Internacional, ligados ao Partido Comunista do Brasil. Por isso, a UFB sofreu forte oposição de setores conservadores, recebendo críticas em jornais da época, sendo mesmo acusada se "subversiva".
Em 19 de julho de 1935, o presidente Getúlio Vargas assinou o Decreto 246, determinando o fechamento da UFB, menos de dois meses após a sua fundação. O decreto justificava a medida considerando a "atividade subversiva da ordem politica e social" da organização.